# Jeremiah Morrow
Jeremiah Morrow (Gettysburg, 6 ottobre 1771 – Lebanon, 22 marzo 1852) è stato un politico statunitense del partito Democratico-Repubblicano originario dell'Ohio.
Fu il nono governatore dell'Ohio nonché l'ultimo Democratico-Repubblicano ad esserlo.

## Biografia
Morrow nacque nei pressi di Gettysburg (Pennsylvania) da discendenti di immigrati scozzesi-irlandesi. Si trasferì nel Territorio del nord-ovest nel 1795. Visse alla foce del Little Miami per breve tempo prima di trasferirsi nell'odierna contea di Warren.
Dopo aver ricoperto mandati nella Camera dei rappresentanti e nel Senato territoriali, ed essere stato delegato della contea di Hamilton alla convenzione costituzionale dell'Ohio nel 1802, fu eletto al primo Senato statale l'anno dopo e vi rimase sei mesi prima di diventare il primo eletto dell'Ohio alla Camera dei rappresentanti federale. Morrow fu rieletto per altri quattro mandati. Si candidò al Senato nel 1812 e fu eletto per un solo mandato dal 1813 al 1819, senza tentare una rielezione. Nel 1820 fu uno degli elettori presidenziali dell'Ohio per James Monroe. Vinse l'elezione a governatore nel 1822 e rimase in carica per due mandati. Rinunciò ad un terzo mandato, preferendo tornare alla Camera dei rappresentanti ed al Senato dell'Ohio. Morrow fu rimandato a Washington nel 1841, e fece parte per altri due anni della Camera, rifiutando di venire rieletto nel 1842 considerandosi troppo vecchio.

## Morte e retaggio
Dopo essersi ritirato dalla politica Morrow tornò alla propria fattoria della contea di Warren. Morrow fu sepolto nel cimitero dell'Unione a Loveland (Ohio).
Morrow è il soprannome del Jeremiah Morrow Bridge, il più alto ponte dell'Ohio. La contea di Morrow e la città di Morrow (Ohio) prendono il nome da lui.